# Братське (Кам'янський район)
Бра́тське — село в Україні, у Верхньодніпровському районі Дніпропетровської області. Населення за переписом 2001 року становить 362 особи. Входить до складу Верхньодніпровської міської громади.

## Географія
Село Братське розташоване на відстані 0,5 км від смт Новомиколаївка і села Чепине. Поруч проходить автомобільна дорога Т 0429 і залізниця, станція Верхньодніпровськ за 1,5 км.

## Населення

### Мова
Розподіл населення за рідною мовою за даними перепису 2001 року:
| Мова       | Відсоток |
| ---------- | -------- |
| українська | 91,4 %   |
| російська  | 6,9 %    |
| білоруська | 1,7 %    |